# Dick's Picks Volume 25
Dick's Picks Volume 25 je koncertní čtyřalbum americké rockové skupiny Grateful Dead, nahrané 10. května 1978 v New Haven, Connecticut a 11. května téhož roku v Springfield, Massachusetts a vydané v roce 2002. Jedná se o pětadvacátou část série Dick's Picks.

## Seznam skladeb
| Disk 1 | Disk 1               | Disk 1                    | Disk 1 |
| Pořadí | Název                | Autor                     | Délka  |
| ------ | -------------------- | ------------------------- | ------ |
| 1.     | Jack Straw           | Robert Hunter, Bob Weir   | 6:51   |
| 2.     | They Love Each Other | Hunter, Jerry Garcia      | 7:45   |
| 3.     | Cassidy              | John Barlow, Weir         | 5:22   |
| 4.     | Ramble on Rose       | Hunter, Garcia            | 7:00   |
| 5.     | Me and My Uncle      | John Phillips             | 3:00   |
| 6.     | Big River            | Johnny Cash               | 6:56   |
| 7.     | Peggy-O              | trad., arr. Grateful Dead | 7:52   |
| 8.     | Let It Grow          | Barlow, Weir              | 9:40   |
| 9.     | Deal                 | Hunter, Garcia            | 7:05   |
| 10.    | Bertha               | Hunter, Garcia            | 8:07   |
| 11.    | Good Lovin'          | Rudy Clark, Artie Resnick | 6:20   |

| Disk 2 | Disk 2                           | Disk 2                       | Disk 2 |
| Pořadí | Název                            | Autor                        | Délka  |
| ------ | -------------------------------- | ---------------------------- | ------ |
| 1.     | Estimated Prophet                | Barlow, Weir                 | 12:04  |
| 2.     | Eyes of the World                | Hunter, Garcia               | 12:18  |
| 3.     | Drums                            | Mickey Hart, Bill Kreutzmann | 18:00  |
| 4.     | The Other One                    | Kreutzman, Weir              | 16:31  |
| 5.     | Wharf Rat                        | Hunter, Garcia               | 10:14  |
| 6.     | Sugar Magnolia/Sunshine Daydream | Hunter, Weir                 | 9:33   |

| Disk 3 | Disk 3                   | Disk 3                      | Disk 3 |
| Pořadí | Název                    | Autor                       | Délka  |
| ------ | ------------------------ | --------------------------- | ------ |
| 1.     | Cold Rain & Snow         | trad., arr. Grateful Dead   | 7:03   |
| 2.     | Beat It On Down The Line | Jesse Fuller                | 3:31   |
| 3.     | Friend of the Devil      | John Dawson, Hunter, Garcia | 8:36   |
| 4.     | Looks Like Rain          | Barlow, Weir                | 9:13   |
| 5.     | Loser                    | Hunter, Garcia              | 7:48   |
| 6.     | New Minglewood Blues     | trad., arr. Weir            | 5:47   |
| 7.     | Tennessee Jed            | Hunter, Garcia              | 8:47   |
| 8.     | Lazy Lightnin            | Barlow, Weir                | 3:21   |
| 9.     | Supplication             | Barlow, Weir                | 6:31   |
| 10.    | Scarlet Begonias         | Hunter, Garcia              | 9:41   |
| 11.    | Fire on the Mountain     | Hunter, Hart                | 8:35   |

| Disk 4 | Disk 4                 | Disk 4                                      | Disk 4 |
| Pořadí | Název                  | Autor                                       | Délka  |
| ------ | ---------------------- | ------------------------------------------- | ------ |
| 1.     | Dancing in the Streets | Marvin Gaye, Ivy Hunter, William Stevenson  | 15:12  |
| 2.     | Drums                  | Hart, Kreutzman                             | 19:53  |
| 3.     | Not Fade Away          | Buddy Holly, Norman Petty                   | 10:21  |
| 4.     | Stella Blue            | Hunter, Garcia                              | 8:56   |
| 5.     | Around & Around        | Chuck Berry                                 | 9:15   |
| 6.     | Werewolves of London   | LeRoy Marinell, Waddy Wachtel, Warren Zevon | 8:30   |
| 7.     | Johnny B. Goode        | Berry                                       | 4:15   |

## Sestava
- Jerry Garcia – sólová kytara, zpěv
- Bob Weir – rytmická kytara, zpěv
- Phil Lesh – basová kytara, zpěv
- Keith Godchaux – piáno
- Donna Jean Godchaux – zpěv
- Mickey Hart – bicí
- Bill Kreutzman – bicí